# Heterostegane synclines
Heterostegane synclines är en fjärilsart som beskrevs av Louis Beethoven Prout 1932. Heterostegane synclines ingår i släktet Heterostegane och familjen mätare. Inga underarter finns listade i Catalogue of Life.